# Les Nuits indomptables
Les nuits indomptables est un premier roman de fiction écrit par Hicham Nazzal - par ailleurs acteur - publié aux éditions Plon en 2018.

## Présentation
Ce premier roman parait en France le 11 janvier 2018 aux éditions PLON , dont le catalogue parle de  « roman choc, poétique, avec un véritable sens du dialogue et un art de l'intrigue »   .       

## Résumé
Dans un train reliant Bordeaux à Paris, Karim, 25 ans, éclate en sanglots. 
Quelques semaines plus tard, dans un train faisant le chemin inverse, le même Karim regarde le paysage défiler, apaisé. 
Entre ces deux trains, un séjour dans un Paris sombre et pluvieux pendant lequel il commet une série de crimes. 
Aucune préméditation. Pourtant, toutes les victimes présentent un point commun. 
Ce n'est pas l'histoire d'une serial killer, c'est l'histoire d'une série de passages à l'acte, avec une recherche inconsciente qui s'affine. 

## Influences
L'auteur revendique avant tout des influences cinématographiques : celles du cinéma de Pier Paolo Pasolini, celui de Patrice Chéreau et une parenté avec le film « Les nuits fauves » de Cyril Collard, auquel le titre du roman rend hommage.  

## Thèmes
Sauvagement battu par les hommes de sa famille parce qu'il est homosexuel, le personnage principal pose la question de l'homophobie dans les milieux traditionnels musulmans. 
La figure paternelle occupe une place centrale, le roman proposant une lecture volontiers psychanalytique : qu'est-ce qui fait un père ? Comment tuer le père ? 
Le sida s'invite à travers l'histoire de l'autre personnage principal, Jean, vieil homme de 70 ans chez qui Karim trouve refuge le temps de son macabre séjour à Paris. 
La mort, le temps qui passe, le rapport au corps  - à travers des scènes volontairement explicites -, sont également très présentes dans ce premier roman. 

## Critiques
Le quotidien français Les Echos salue le jour de sa sortie en France « un premier roman sur le fil, ultra-noir et troublant" (...) à l'écriture élégante, le plus souvent elliptique. L'audace du propos fait l'étrangeté et la force de ce roman. Construit en chapitres courts, le livre évoque parfois Jean Genet ou l'Américain Dennis Cooper. »
Le quotidien Sud Ouest « n'imaginait pas Hicham Nazzal capable de nous emmener aussi fort dans cette noirceur fascinante d'un thriller à la poésie brûlante, qui évoque Pasolini et Jean Genet. Un roman choc et coup-de-poing à la galerie de personnages fascinants ».
M le Magazine du Monde daté du 10 mars 2018, dans un article de 4 pages, cite Hicham Nazzal parmi les actrices Isabelle Carré, Aure Atika, Hélène Zimmer et Isild Le Besco comme  « ces acteurs sur lesquels tablent les éditeurs, grâce à leur renommée, ce nouveau filon pour réaliser de bonnes ventes » .      
Le journaliste de l'émission télévisuelle Face à Face de France 3 Paris-Île-de-France, Jean-Nöel Mirande, qui reçoit en plateau Hicham Nazzal le 26 juin 2018, évoque  « un roman choc » .
Enfin, TV5 Monde, qui reçoit l'auteur en plateau, parle de « thriller et poésie dans un Paris pluvieux ». 
A noter qu'en plus de la France, le roman est distribué en Belgique, en Suisse, au Canada ainsi qu'au Maroc.  